# Chlorophorus jucundus
Chlorophorus jucundus är en skalbaggsart som först beskrevs av Benoit-Philibert Perroud 1855.  Chlorophorus jucundus ingår i släktet Chlorophorus och familjen långhorningar. Inga underarter finns listade i Catalogue of Life.